# Sessea corymbiflora
Sessea corymbiflora är en potatisväxtart som beskrevs av Justin Goudot, Thomas Taylor och Phillips. Sessea corymbiflora ingår i släktet Sessea och familjen potatisväxter. Inga underarter finns listade i Catalogue of Life.